# KH-7 30
KH-7 30 – amerykański satelita rozpoznawczy; trzydziesty statek serii KeyHole-7 GAMBIT programu CORONA. Jego zadaniem było wykonywanie wywiadowczych zdjęć Ziemi o rozdzielczości przy gruncie około 46 cm.

## Budowa i działanie

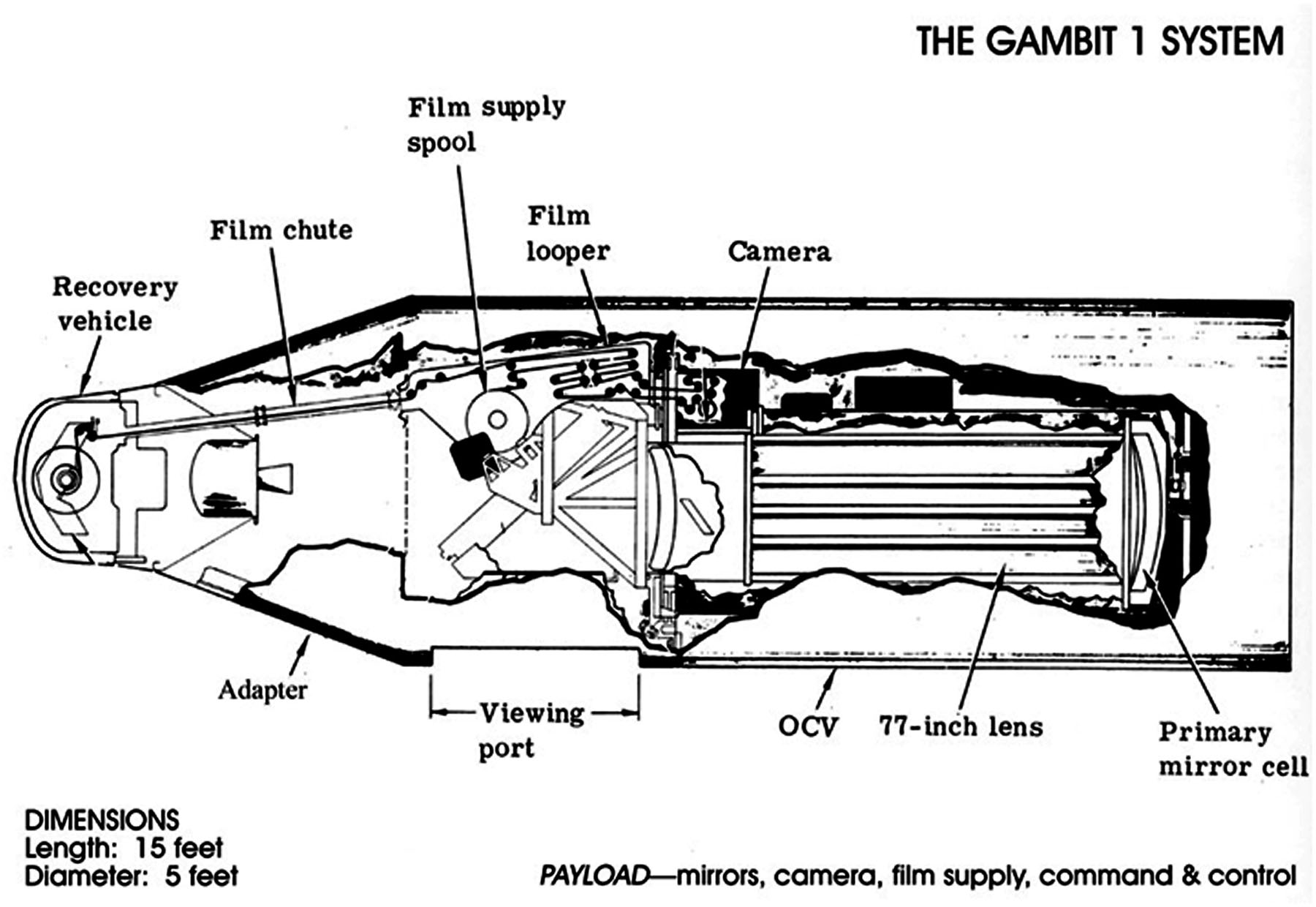
Przekrój pokazujący budowę satelity KH-7

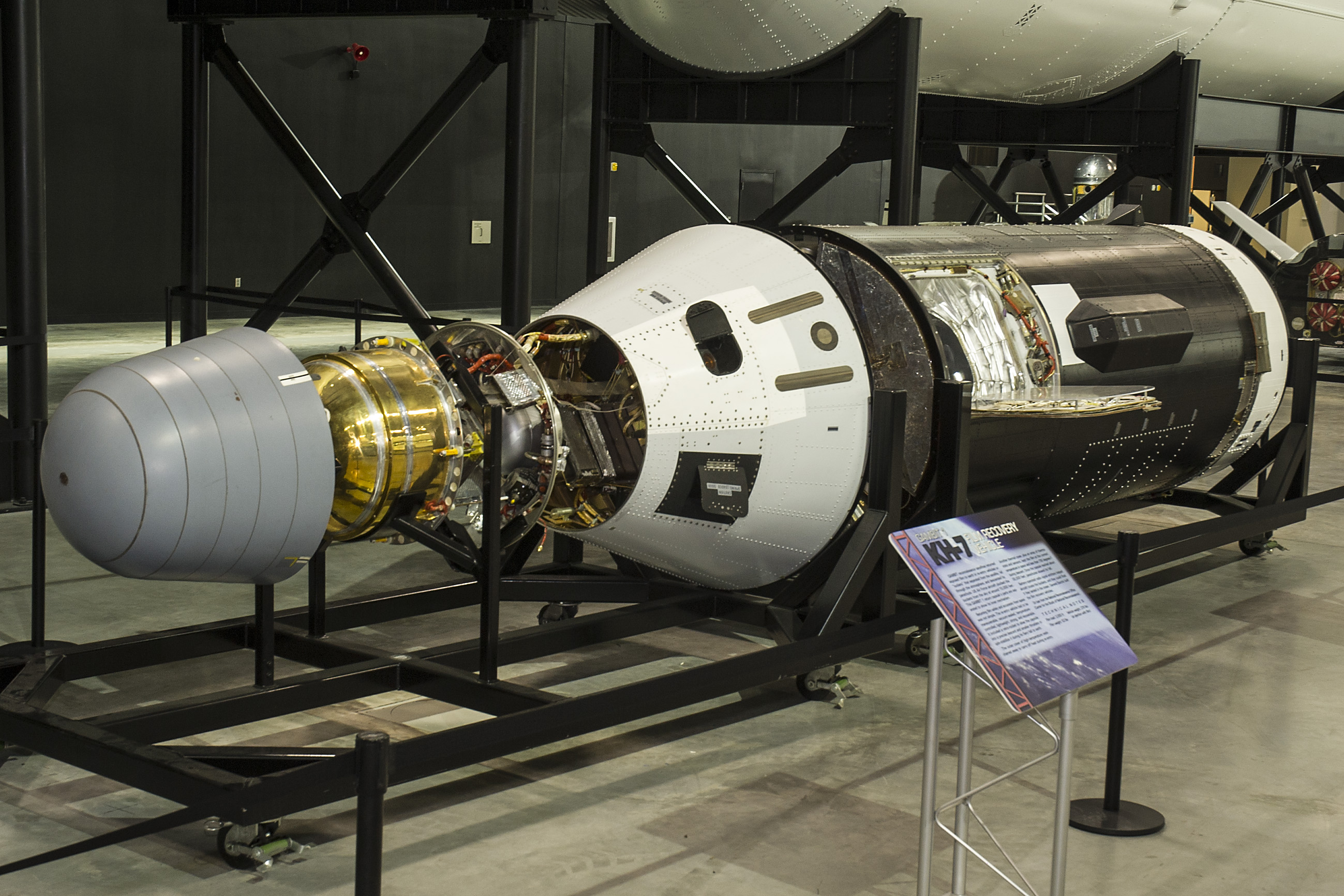
Satelita z serii KH-7

Głównym komponentem satelity była kamera wyprodukowana przez Eastman Kodak, wyposażona w obiektyw lustrzany teleskopu systemu Maksutova charakteryzujący się ogniskową 195,58 mm. Dzięki zestawowi luster udało się obniżyć wagę i wymiary zastosowanego aparatu. Precyzyjne położenie satelity określane było dzięki zestawowi czujników; żyroskopu i skanera podczerwieni kontrolującego położenie ziemskiego horyzontu. Korekta orbity była dokonywana przy pomocy 4 rakietowych silników korekcyjnych. Film po naświetleniu był przesuwany za pomocą zestawu rolek do kapsuły, która następnie oddzielała się od satelity, lądowała na spadochronie w rejonie Pacyfiku i była przechwytywana podczas opadania przez specjalnie do tego przystosowany samolot.

## Misja
Misja rozpoczęła się 12 lipca 1966 roku, kiedy rakieta Atlas SLV-3 Agena D wyniosła z kosmodromu Vandenberg na niską orbitę okołoziemską 30. satelitę z serii KH-7. Po znalezieniu się na orbicie KH-7 30 otrzymał oznaczenie COSPAR 1966-062A .
Podczas misji doszło do awarii pokładowego zegara, co skutkowało przechyleniem się satelity i zwiększeniem ciśnienia w zbiorniku paliwa. Pomimo awarii misję uznano za udaną, średnia rozdzielczość zdjęć  była nieco gorsza niż przy misjach z ostatnich 15 miesięcy i wyniosła ok. 76 cm. KH-7 30 był pierwszym satelitą programu Gambit, który pozostawał na orbicie ponad 8 dni.
Satelita spłonął w atmosferze 20 lipca 1966 roku .